# Ector County
Ector County är ett administrativt område i delstaten Texas, USA, med 137 130 invånare (2010). Den administrativa huvudorten (county seat) är Odessa. 

## Geografi
Enligt United States Census Bureau har countyt en total area på 2 336 km². 2 334 km² av den arean är land och 3 km² är vatten.

### Angränsande countyn
- Andrews County - norr
- Midland County - öster
- Upton County - sydost
- Crane County - söder
- Ward County - sydväst
- Winkler County - väster